# Mycetophila laffooni
Mycetophila laffooni är en tvåvingeart som beskrevs av Lastovka 1972. Mycetophila laffooni ingår i släktet Mycetophila och familjen svampmyggor. Inga underarter finns listade i Catalogue of Life.